# Lista płazów i gadów Gibraltaru
Poniżej znajduje się lista gatunków płazów i gadów odnotowanych na Gibraltarze. Żyje tam pięć gatunków płazów i dwadzieścia pięć gatunków gadów, z czego jeden jest krytycznie zagrożony, dwa są zagrożone, jeden jest narażony na wyginięcie, a trzy są bliskie zagrożenia.
Poniższe znaczniki służą do oznaczenia statusu ochrony każdego gatunku według oceny Międzynarodowej Unii Ochrony Przyrody:
| EX | Wymarły              | Nie ma uzasadnionych wątpliwości, że ostatni osobnik nie żyje.                                                                                    |
| EW | Wymarły na wolności  | Znany tylko z tego, że przetrwał w niewoli lub jako naturalizowane populacje daleko poza swoim poprzednim zasięgiem.                              |
| CR | Krytycznie zagrożony | Gatunek ten jest w bezpośrednim niebezpieczeństwie wyginięcia na wolności.                                                                        |
| EN | Zagrożony            | Gatunek ten stoi w obliczu niezwykle wysokiego ryzyka wyginięcia na wolności.                                                                     |
| VU | Narażony             | Gatunek ten jest narażony na wysokie ryzyko wyginięcia na wolności.                                                                               |
| NT | Bliski zagrożenia    | Gatunek ten nie spełnia żadnego z kryteriów, które klasyfikowałyby go jako zagrożony wyginięciem, ale prawdopodobnie stanie się to w przyszłości. |
| LC | Najmniejszej troski  | Obecnie nie ma żadnych identyfikowalnych zagrożeń dla gatunku.                                                                                    |
| DD | Niedostateczne dane  | Brak wystarczających informacji, aby dokonać oceny ryzyka dla tego gatunku.                                                                       |

Niektóre gatunki oceniano przy użyciu wcześniejszego zestawu kryteriów. Gatunki oceniane przy użyciu tego systemu mają następujące kategorie zamiast kategorii bliskiego zagrożenia i najmniejszej troski:
| LR/cd | Niższe ryzyko/zależne od ochrony  | Gatunki, które były przedmiotem programów ochrony i mogły zostać przeniesione do kategorii wyższego ryzyka, gdyby program ten został przerwany. |
| LR/nt | Niższe ryzyko/bliskie zagrożenia  | Gatunki, które są bliskie sklasyfikowania jako narażone, ale nie są przedmiotem programów ochrony.                                              |
| LR/lc | Niższe ryzyko/najmniejszej troski | Gatunki, dla których nie ma identyfikowalnego ryzyka.                                                                                           |

## Gromada:Amphibia(płazy)

### Rząd:Caudata(salamandry)
- Rodzina: Salamandridae (traszki)
  - Rodzaj: Pleurodeles

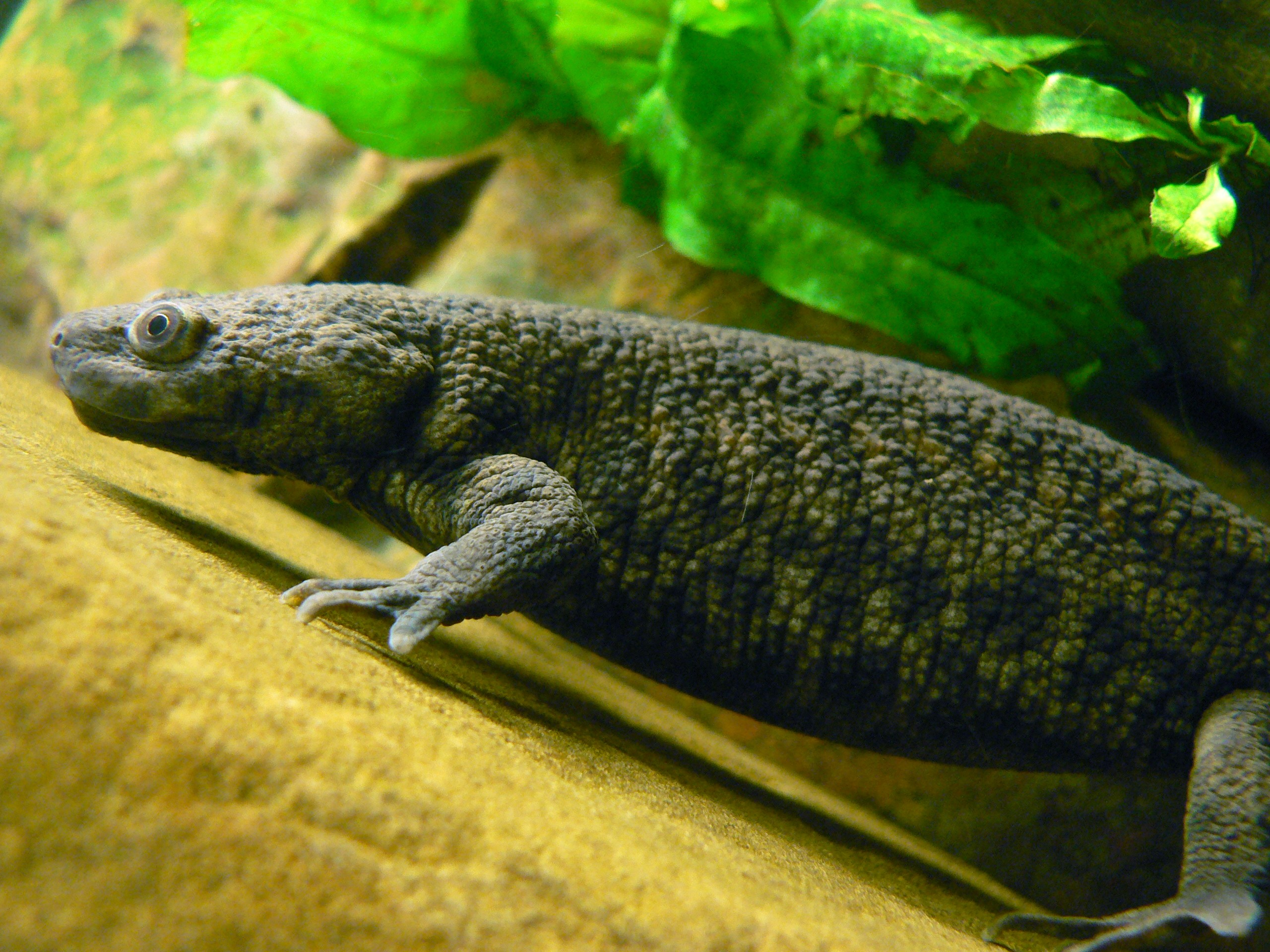
Traszka Waltla

    - Traszka Waltla, Pleurodeles waltl NT[2]

### Rząd:Anura(żaby i ropuchy)
- Podrząd: Mesobatrachia
  - Rodzina: Pelobatidae
    - Rodzaj: Pelobates

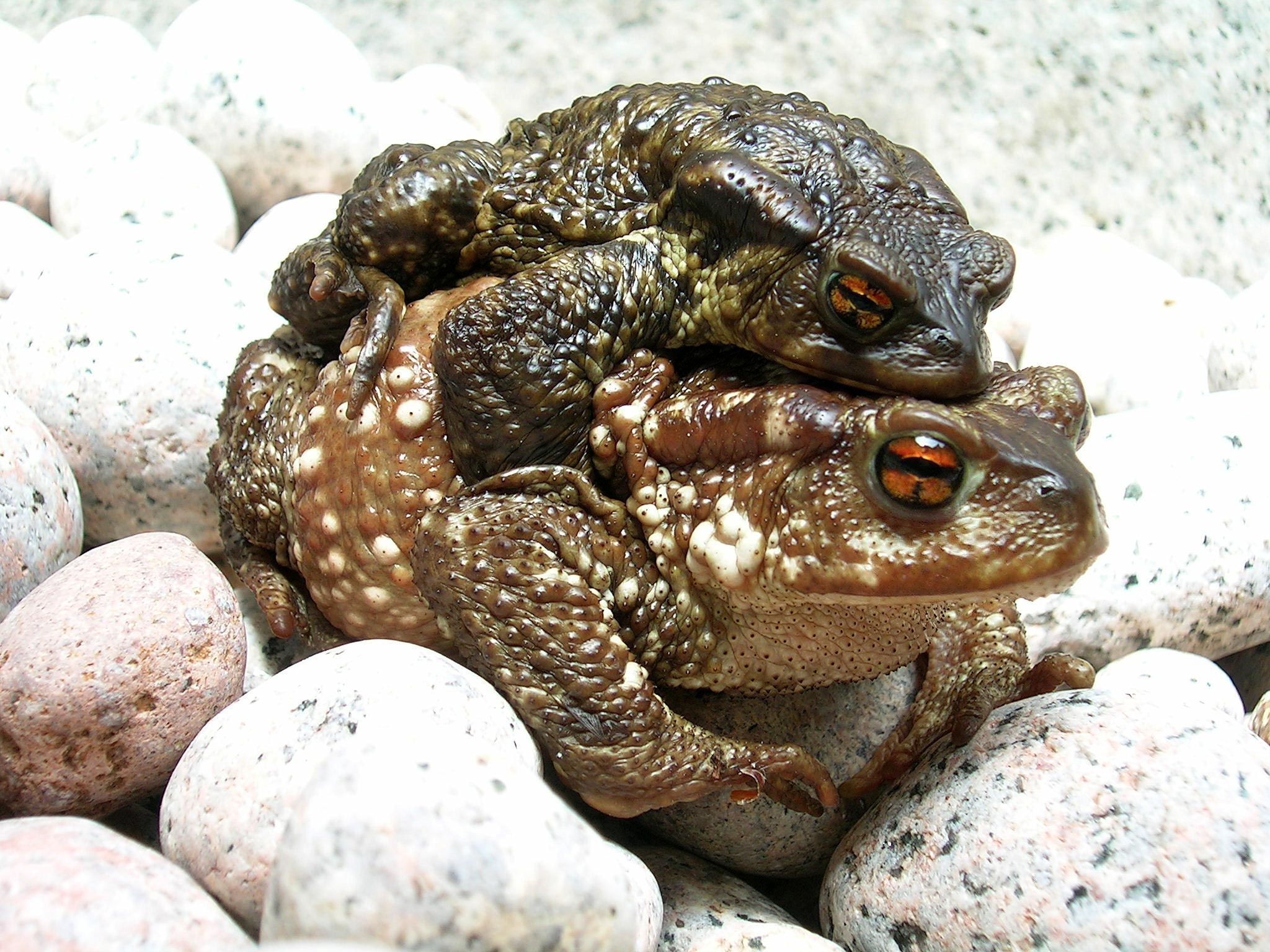
Para ropuch szarych

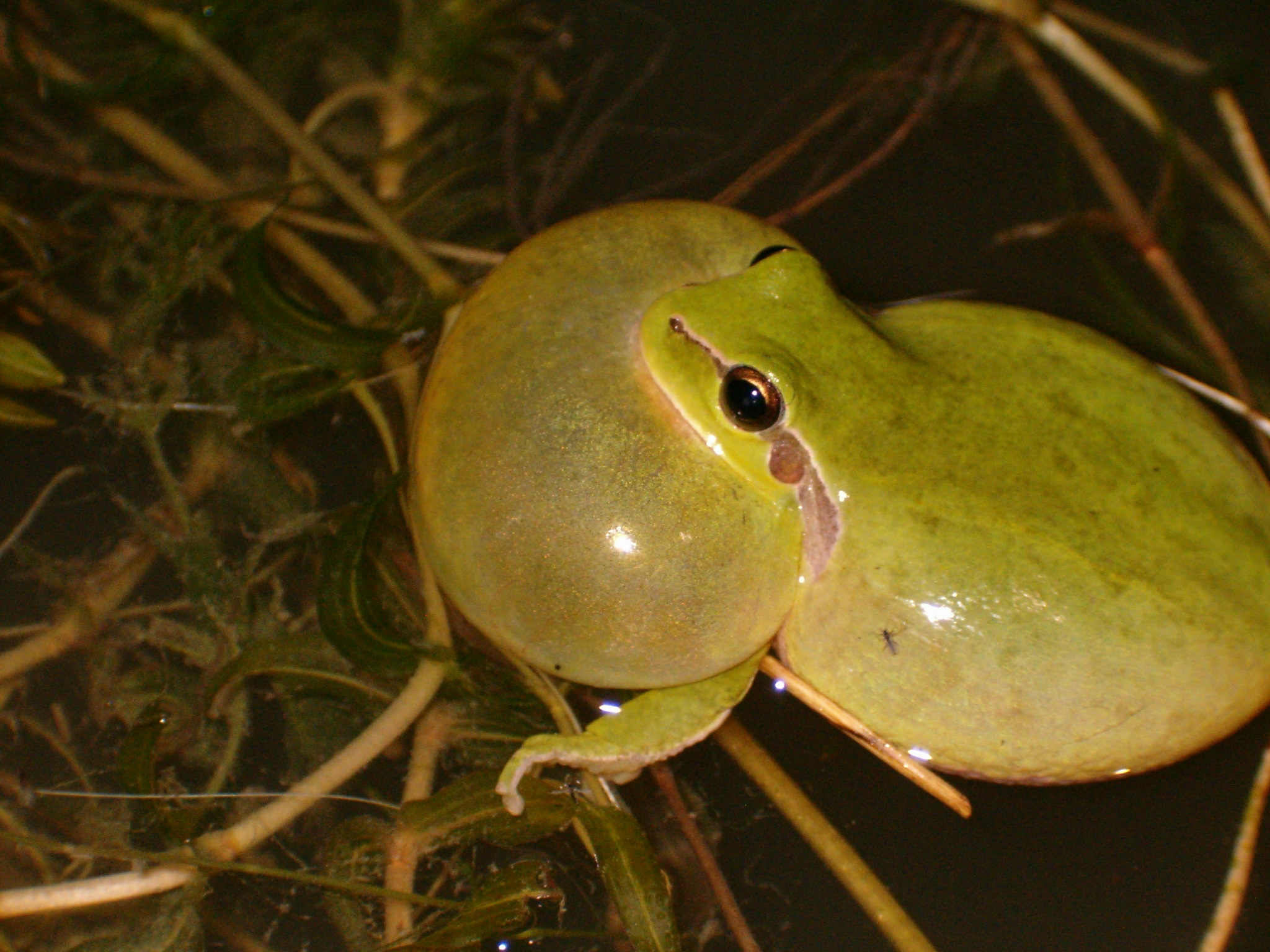
Rzekotka śródziemnomorska

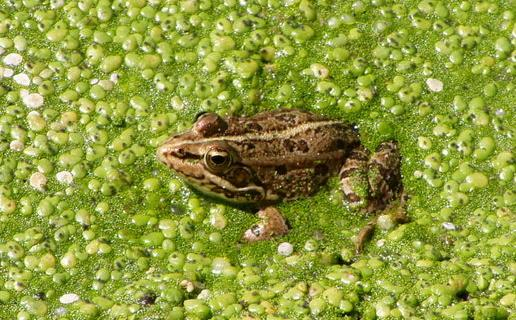
Żaba pirenejska w stawie

      - Grzebiuszka gibraltarska, Pelobates cultripes

  - Rodzina: Bufonidae
    - Rodzaj: Bufo
      - Ropucha szara, Bufo bufo LC[3]

  - Rodzina: Hylidae
    - Rodzaj: Hyla
      - Rzekotka śródziemnomorska, Hyla meridionalis LC[4]

  - Rodzina: Ranidae
    - Rodzaj: Rana
      - Żaba pirenejska, Rana perezi LC[5]

## Gromada:Reptilia(gady)

### Rząd:Testudines(żółwie lądowe i żółwie wodne)
- - Rodzina: Cheloniidae
    - Rodzaj: Caretta
      - Karetta, Caretta caretta VU[6]

- -     - Rodzaj: Chelonia

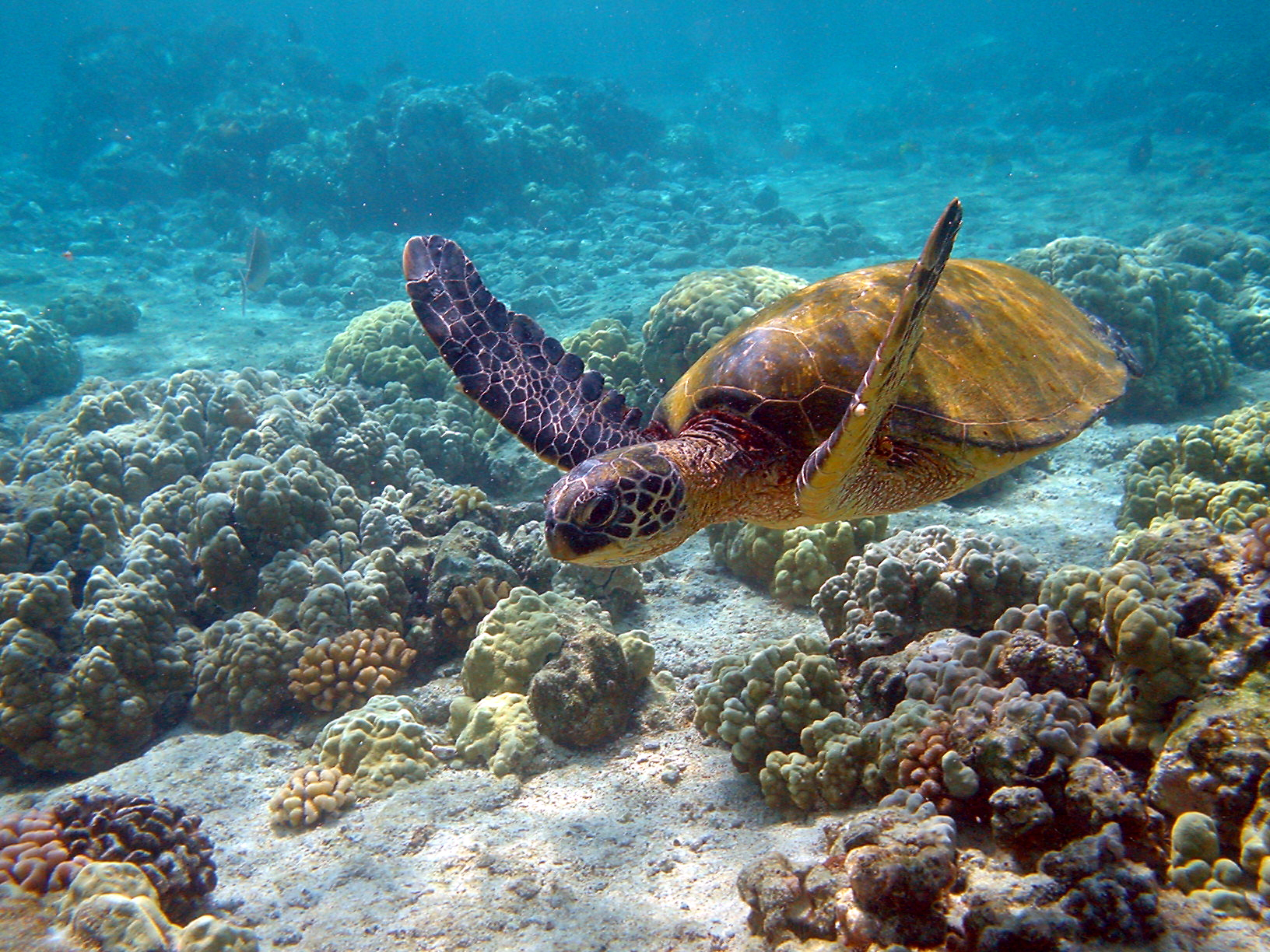
Żółw zielony

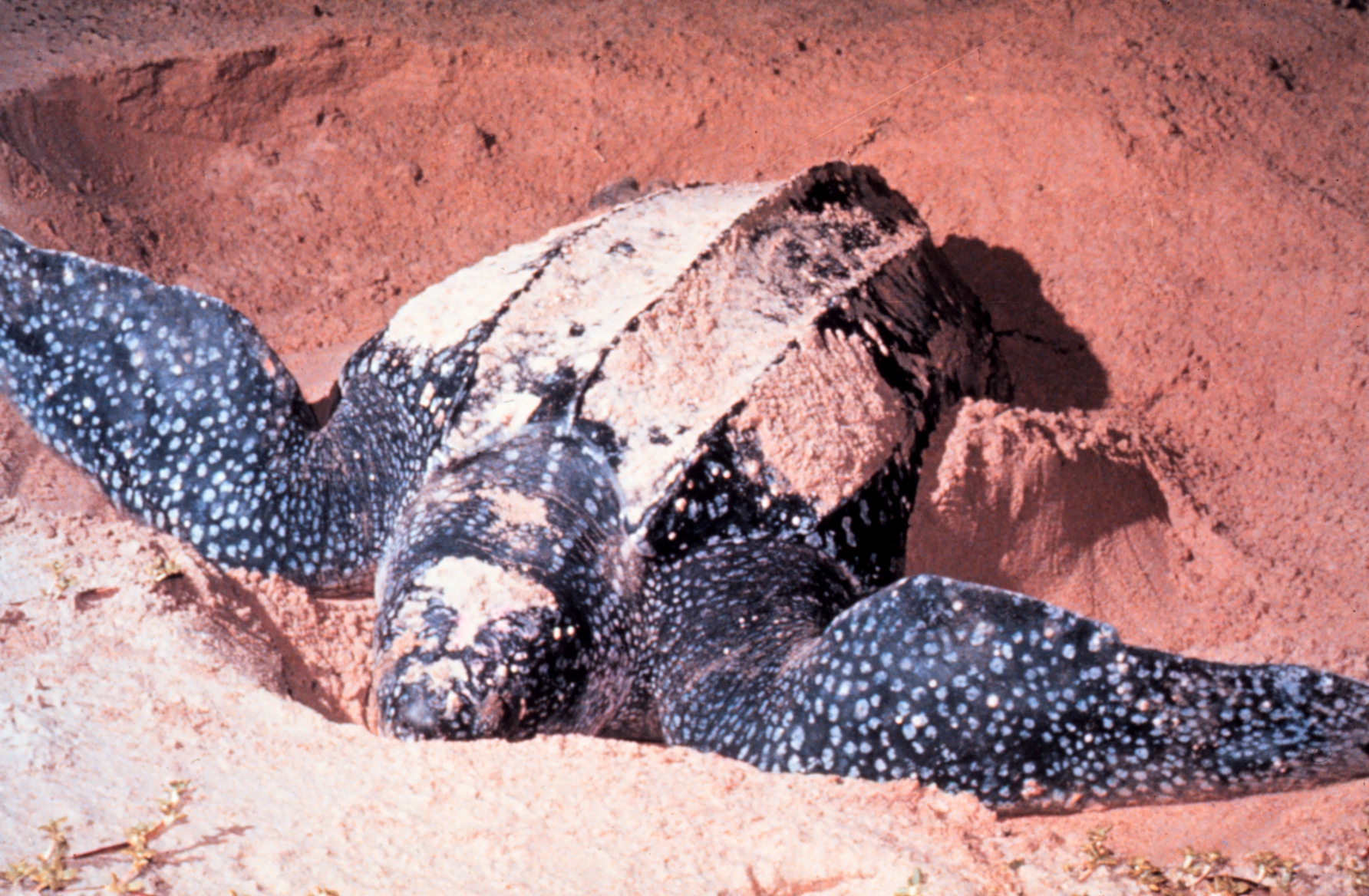
Żółw skórzasty

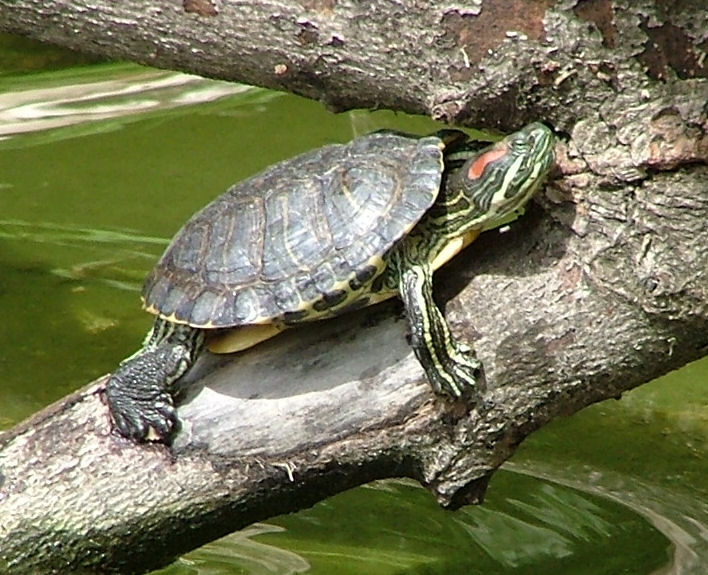
Żółw czerwonolicy

      - Żółw zielony, Chelonia mydas EN[7]

  - Rodzina: Dermochelyidae
    - Rodzaj: Dermochelys
      - Żółw skórzasty, Dermochelys coriacea CR[8]

  - Rodzina: Emydidae
    - Rodzaj: Emys
      - Żółw błotny, Emys orbicularis LR/nt[9]

    - Rodzaj: Trachemys
      - Żółw czerwonolicy, Trachemys scripta NA[10]
- Podrząd: Cryptodira
  - Nadrodzina: Testudinoidea
    - Rodzina: Geoemydidae
      - Podrodzina: Geoemydinae(inne języki)
        - Rodzaj: Mauremys
          - Żółw hiszpański, Mauremys leprosa

  - Rodzina: Testudinidae
    - Rodzaj: Testudo
      - Żółw śródziemnomorski, Testudo graeca VU[11]

### Rząd:Squamata(gady łuskonośne)
- Podrząd: Sauria
  - Rodzina: Chamaeleonidae
    - Rodzaj: Chamaeleo

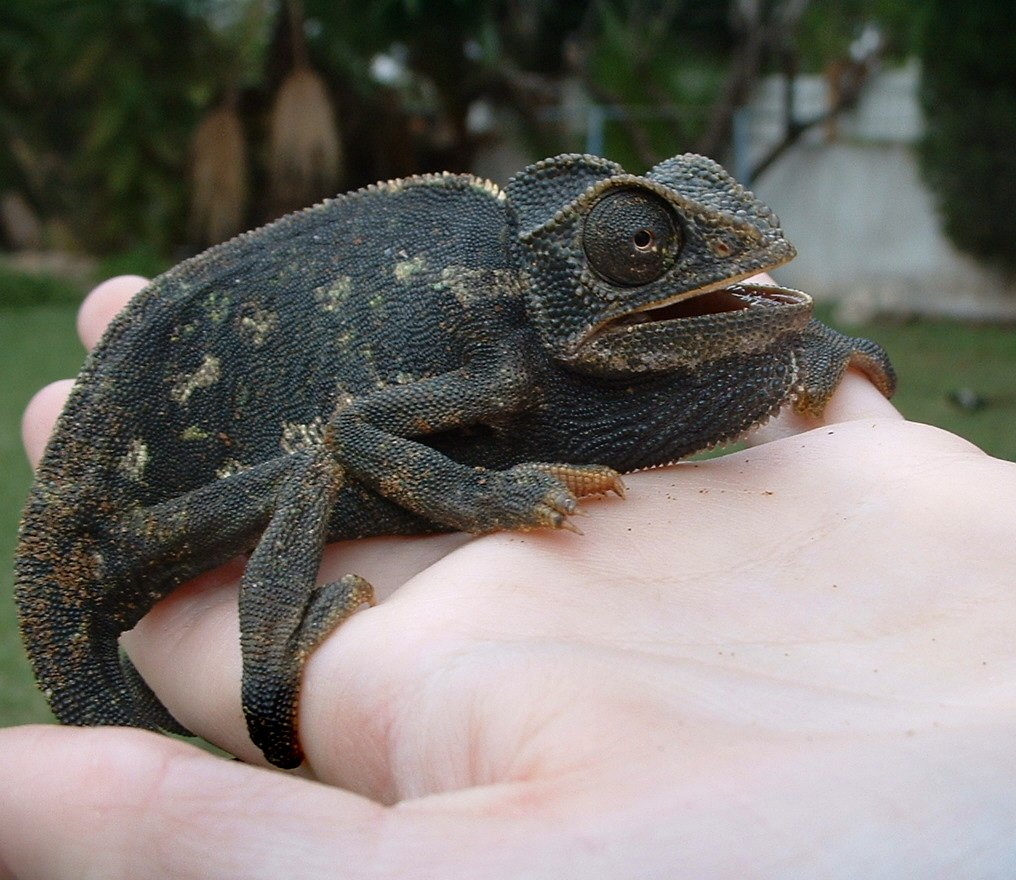
Kameleon pospolity

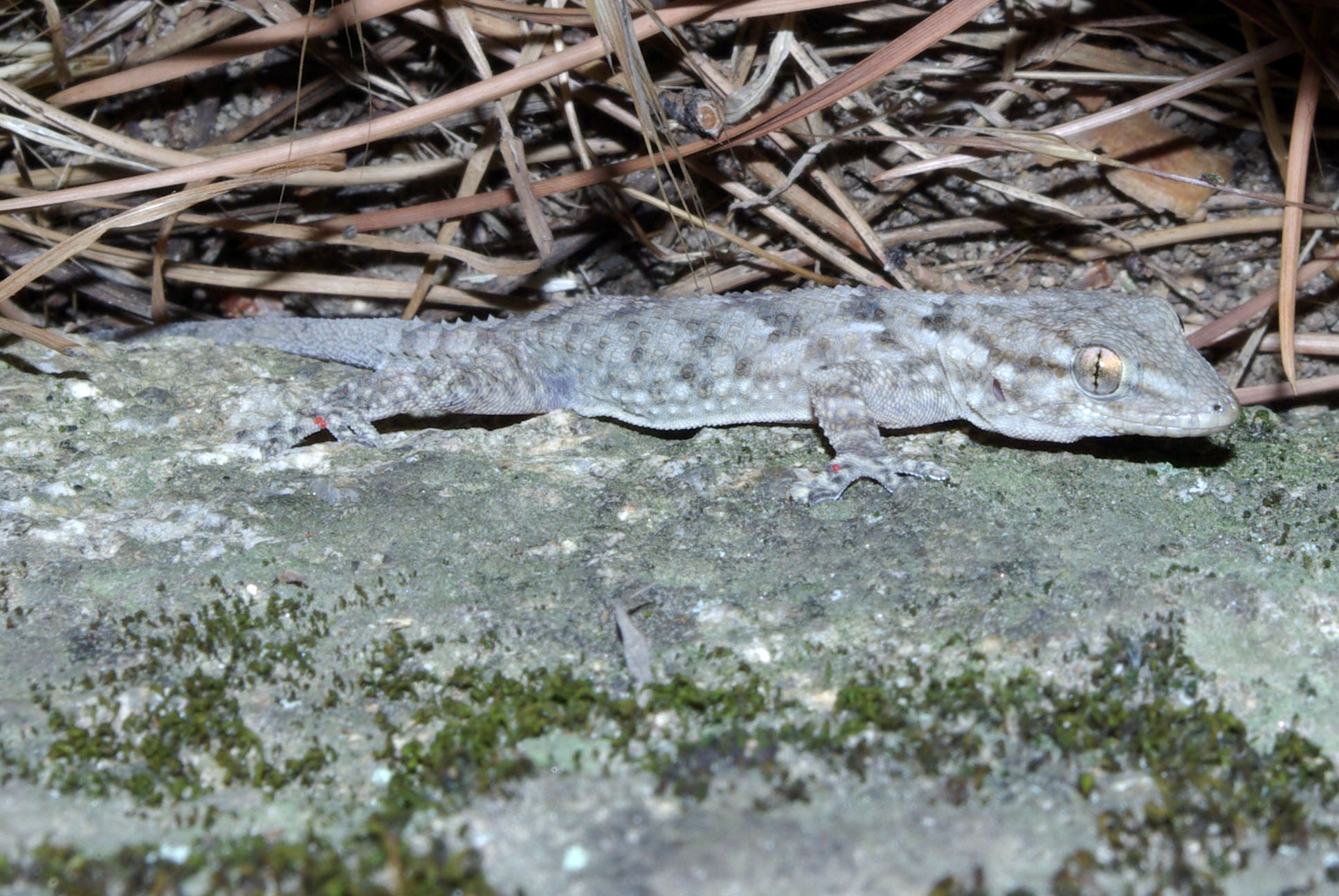
Tarentola murowa

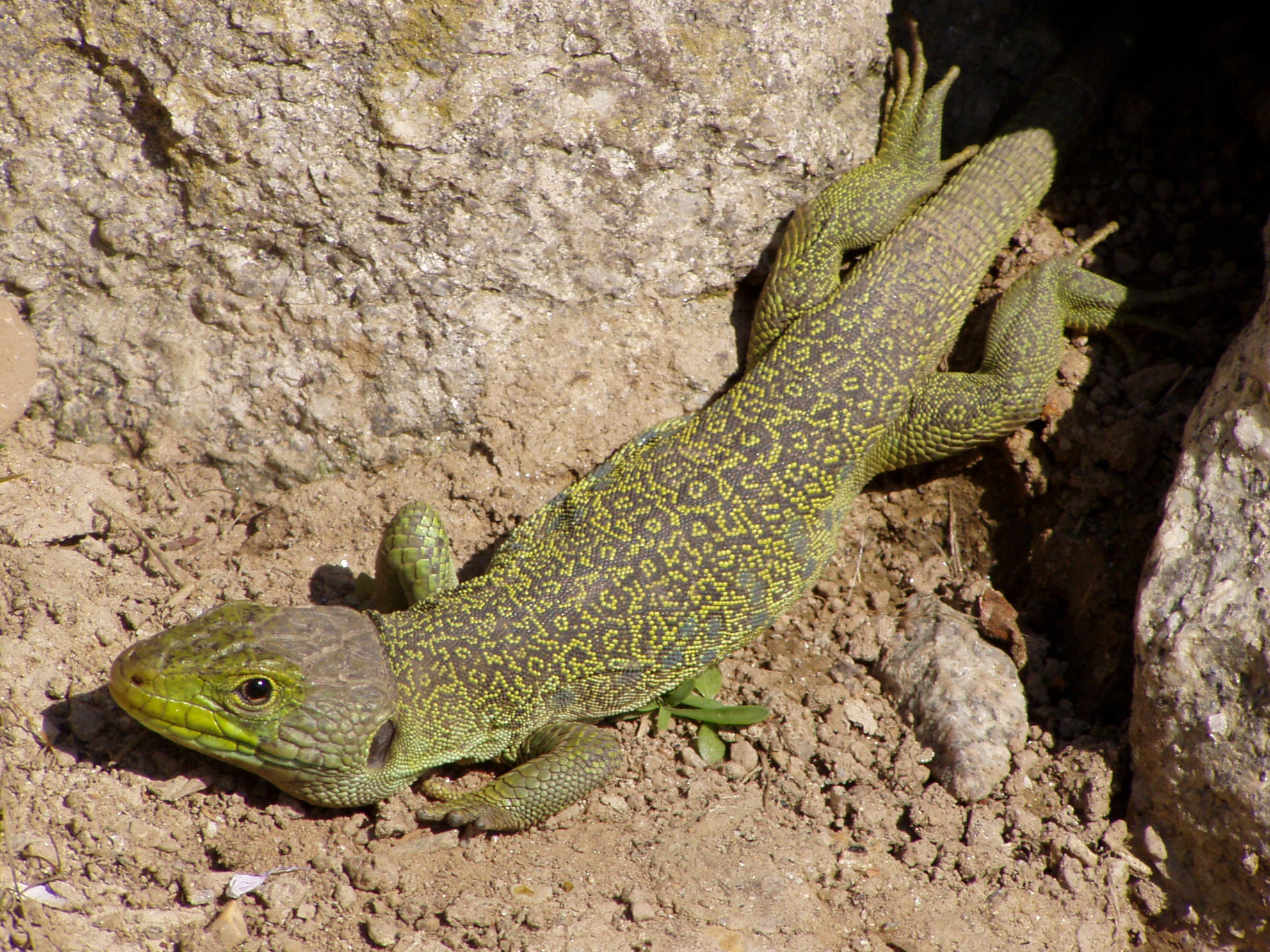
Jaszczurka perłowa

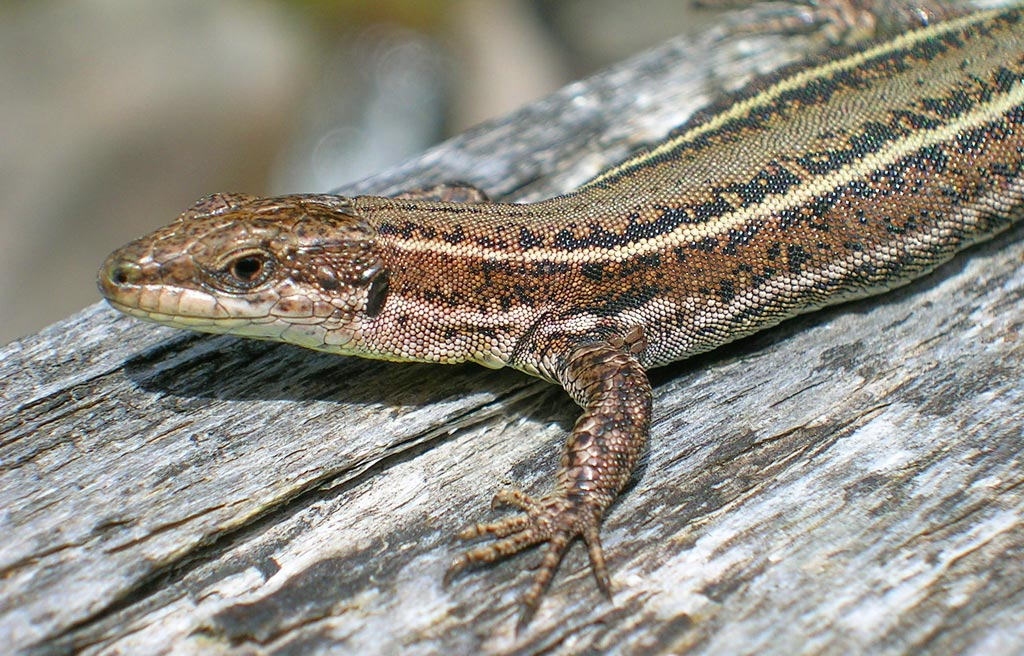
Obrączkowiec europejski

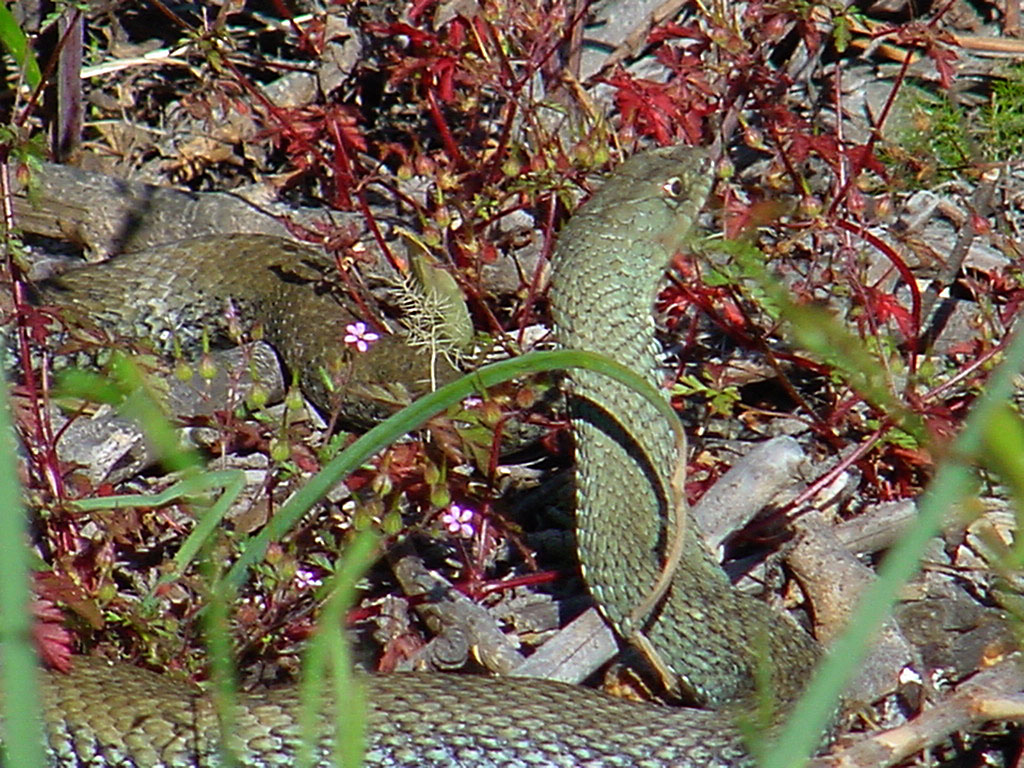
Malpolon

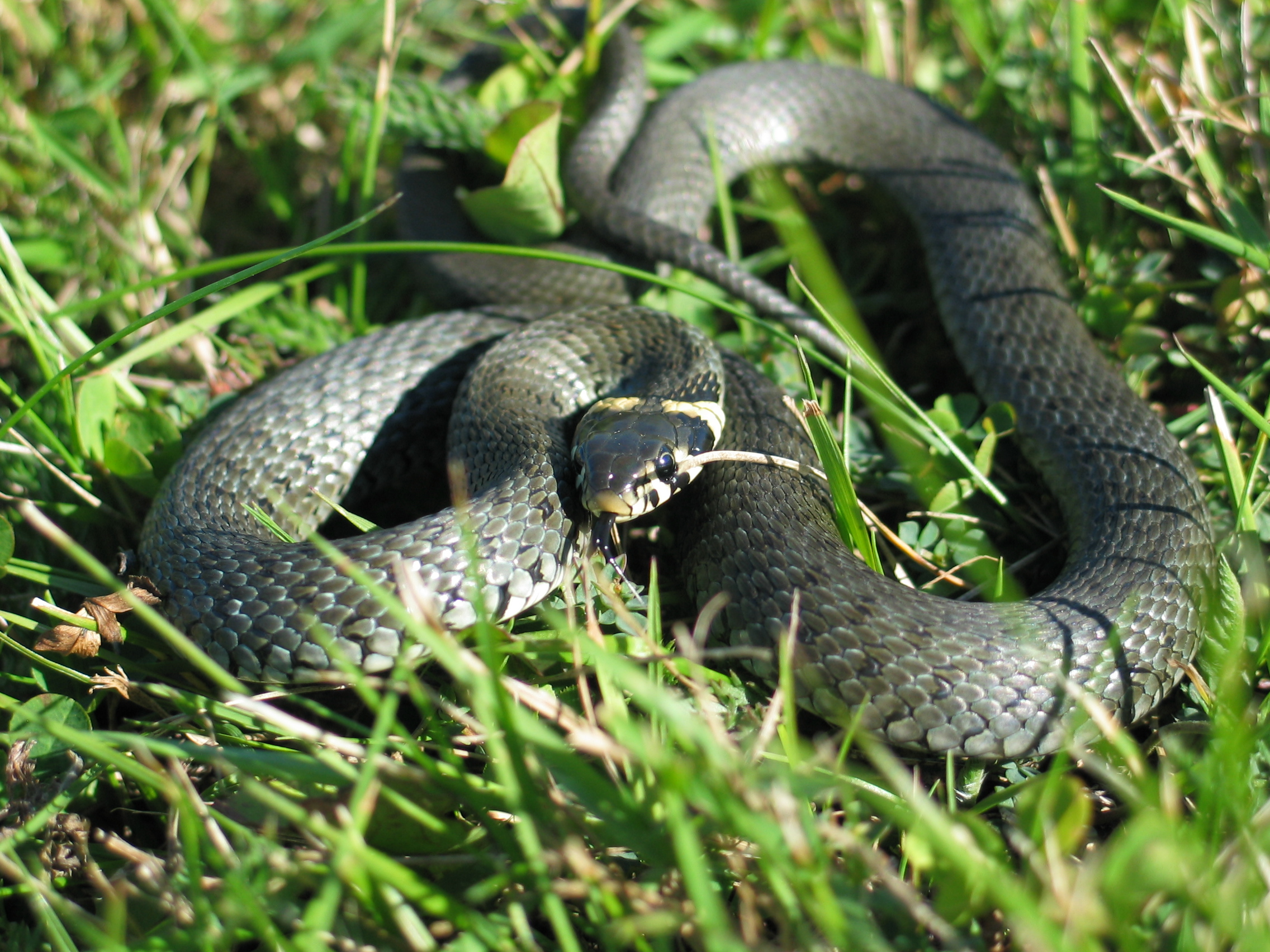
Zaskroniec zwyczajny

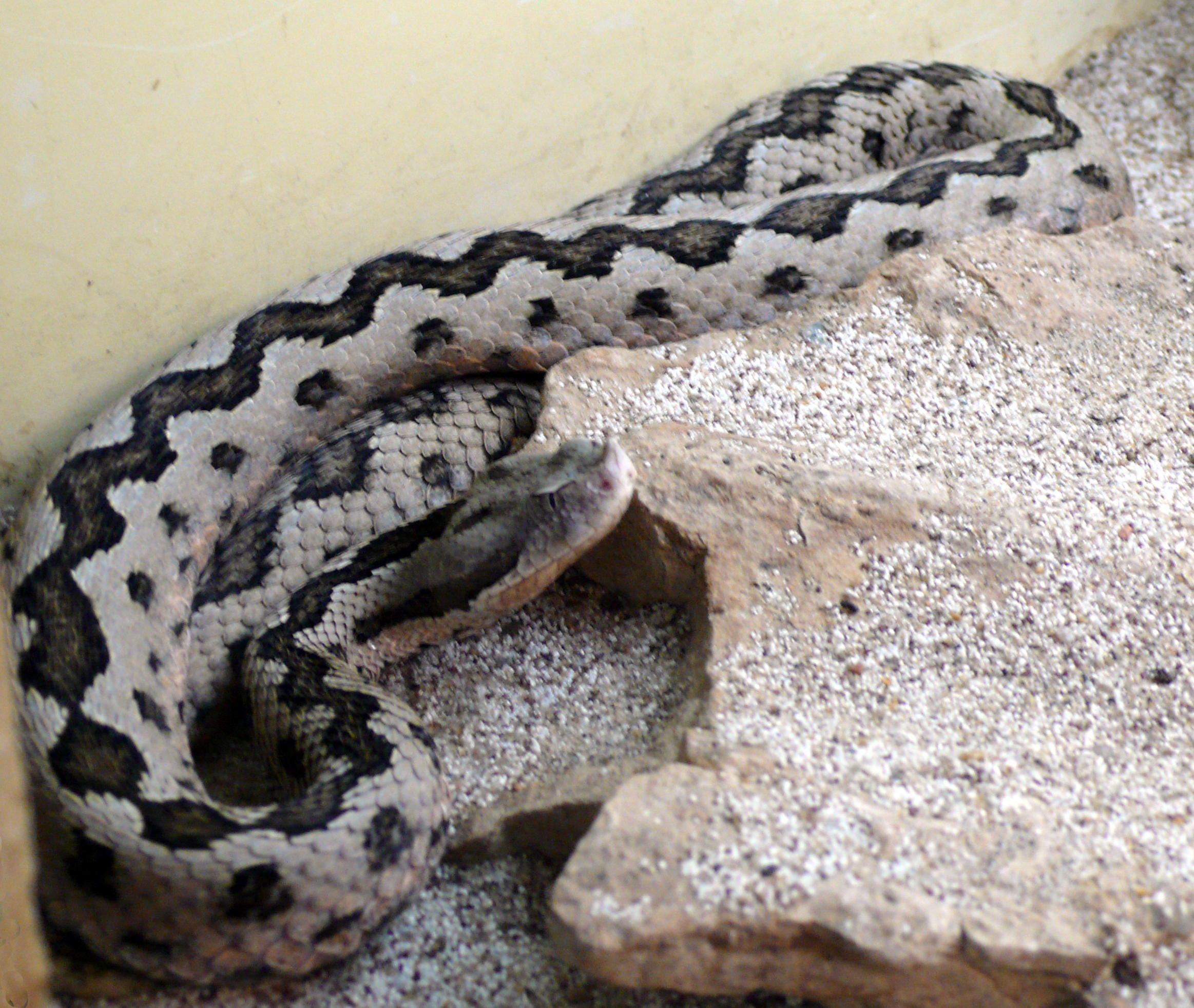
Żmija iberyjska

      - Kameleon pospolity, Chamaeleo chamaeleon

  - Rodzina: Gekkonidae
    - Rodzaj: Hemidactylus
      - Półpalczyk turecki, Hemidactylus turcicus

    - Rodzaj: Tarentola
      - Tarentola murowa, Tarentola mauritanica

  - Rodzina: Scincidae (scynki) 
    - Rodzaj: Chalcides
      - Chalcides bedriagai(inne języki), Chalcides bedriagai NT[12]
      - Chalcides striatus(inne języki), Chalcides striatus LC[13]

  - Rodzina: Lacertidae (jaszczurki ścienne)
    - Rodzaj: Acanthodactylus
      - Grzebieniopalczyk europejski, Acanthodactylus erythrurus LC[14]

    - Rodzaj: Timon
      - Jaszczurka perłowa, Timon lepidus

    - Rodzaj: Podarcis
      - Murówka hiszpańska, Podarcis hispanica

    - Rodzaj: Psammodromus
      - Piaskarka algierska, Psammodromus algirus LC[15]

  - Rodzina: Amphisbaenidae (jaszczurki robakowate)
    - Rodzaj: Blanus
      - Obrączkowiec europejski, Blanus cinereus LC[16]
- Podrząd: Serpentes (węże)
  - Rodzina: Colubridae
    - Rodzaj: Hemorrhois
      - Hemorrhois hippocrepis(inne języki), Hemorrhois hippocrepis LC[17]

    - Rodzaj: Coronella
      - Gniewosz południowy, Coronella girondica LC[18]

    - Rodzaj: Rhinechis
      - Połoz drabinkowy, Rhinechis scalaris LC[19]

    - Rodzaj: Malpolon
      - Malpolon, Malpolon monspessulanus

    - Rodzaj: Macroprotodon
      - Macroprotodon brevis(inne języki), Macroprotodon brevis NT[20]

    - Rodzaj: Natrix
      - Natrix maura(inne języki), Natrix maura
      - Zaskroniec zwyczajny, Natrix natrix

  - Rodzina: Viperidae
    - Rodzaj: Vipera
      - Żmija iberyjska, Vipera latastei LC[21]